# Gravure française au XVIIe siècle

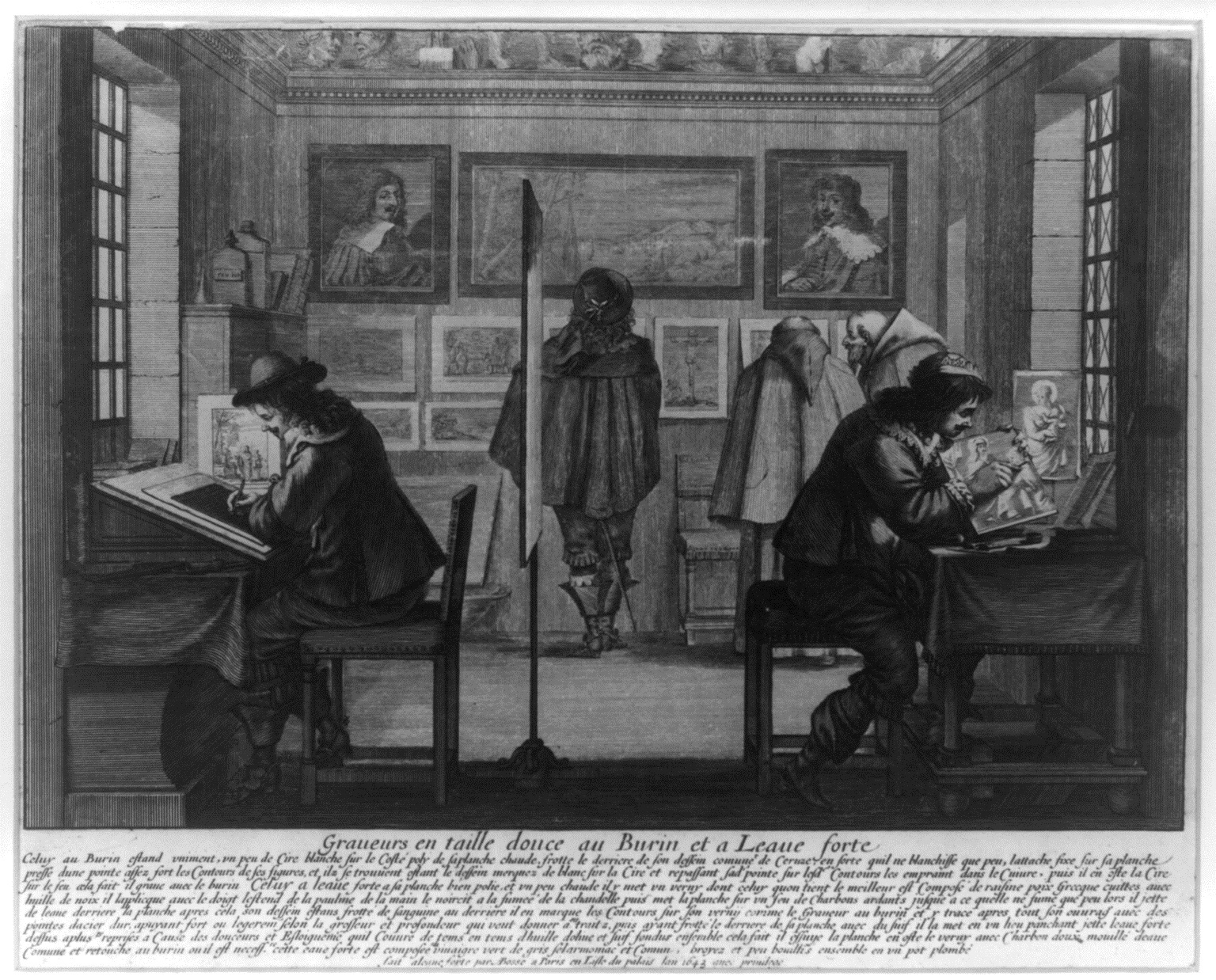
Graveurs en taille-douce, Abraham Bosse, 1643

La gravure française au XVIIe siècle est marquée par l’épanouissement des techniques comme l’eau-forte et le burin et l’invention de nouvelles techniques tels que la manière noire. Dans la première moitié du siècle, la France connait un développement de ces techniques, notamment avec l'invention du vernis dur par Jacques Callot. Le foyer lorrain est alors très actif et produit beaucoup d'estampes religieuses comme pittoresques. Malgré l'essor de la France, ce sont les Pays-Bas qui dominent le monde européen de la gravure. La seconde moitié du siècle est marquée par un grand interventionnisme du pouvoir royal dans le monde de l'estampe. En 1660, la profession est organisée par un arrêt Conseil d’État de Saint Jean de Luz et trois ans plus tard, les premiers graveurs entrent à l'Académie royale de peinture et de sculpture. Sous l'impulsion de Louis XIV et Jean-Baptiste Colbert, la gravure devient un vecteur de diffusion du pouvoir royal. Par ailleurs, à cette époque, le phénomène de collection d'estampes prend de l'ampleur, à l'image de la considérable collection de l'abbé Michel de Marolles.

## Les techniques

### La gravure sur bois

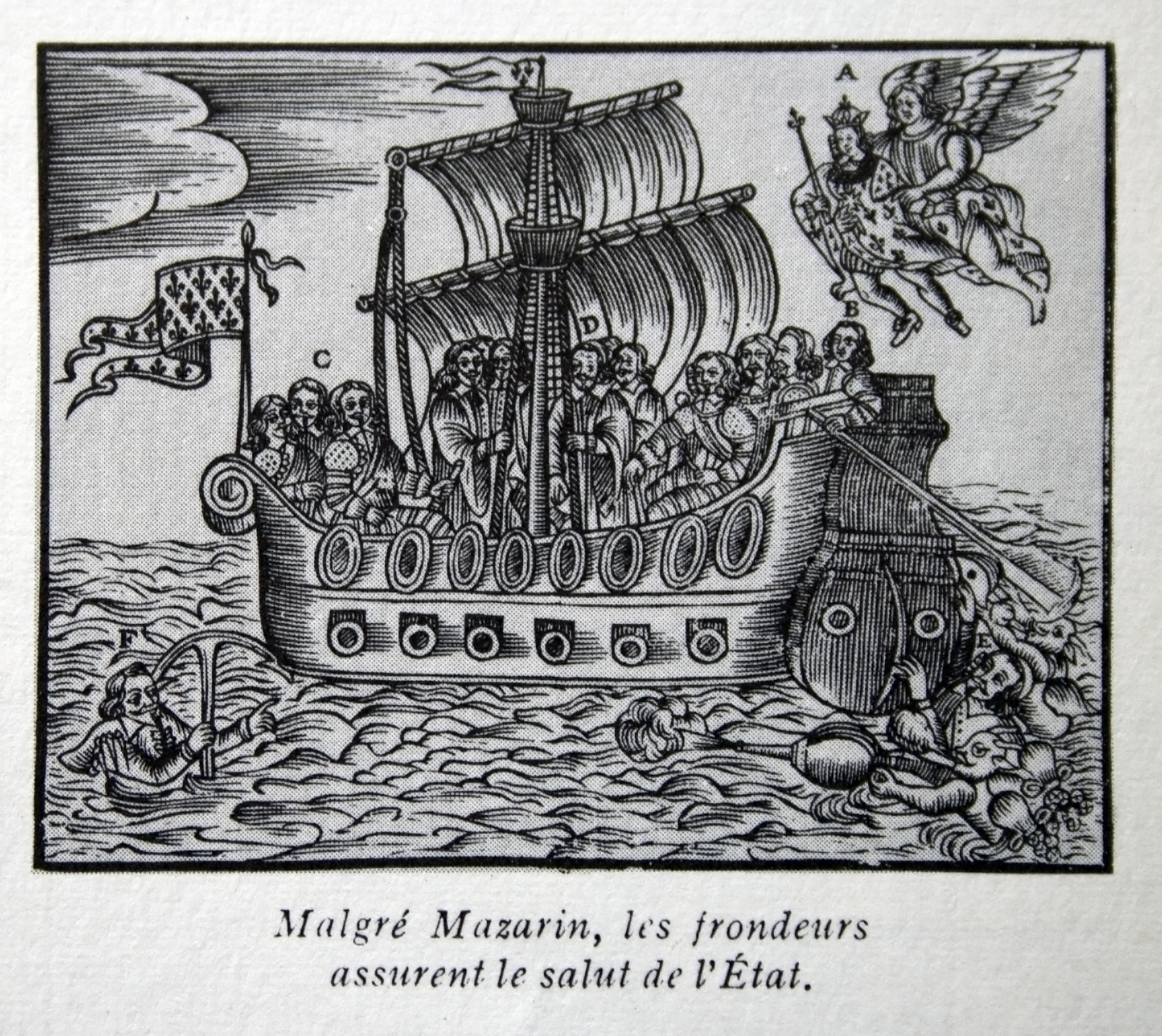
Exemple de mazarinade, Gravure sur bois, XVIIe siècle

Durant le XVIIe siècle, la gravure sur bois (ou xylographie) est concurrencée de façon de plus en plus féroce par la gravure au burin, qui permet une plus grande finesse de trait. Dès le début du siècle, elle se raréfie dans le monde de l'édition, tout d'abord pour les livres de science (dès le début du siècle) puis dans les beaux-livres (vers 1630 pour Paris, vers 1650 pour Lyon). Même si la technique connaît un regain de popularité à la fin du siècle dans des productions à grand tirage, les bois utilisés sont souvent des réemplois du XVIe siècle. On peut néanmoins souligner le projet éditorial de Guillaume Desprez, un imprimeur proche de Port-Royal. Celui-ci commande un ensemble de bois gravés spécifiquement pour son édition de l’Ancien Testament qui paraît entre 1683 et 1708.
Cette technique continue également d'être utilisée pour produire des estampes populaires, à l'image des mazarinades, produites de façon massives durant la Fronde. En effet, la xylographie étant une technique de gravure en taille d'épargne, elle permet un tirage plus important et plus rapide que les gravures en taille douce.

### Le burin

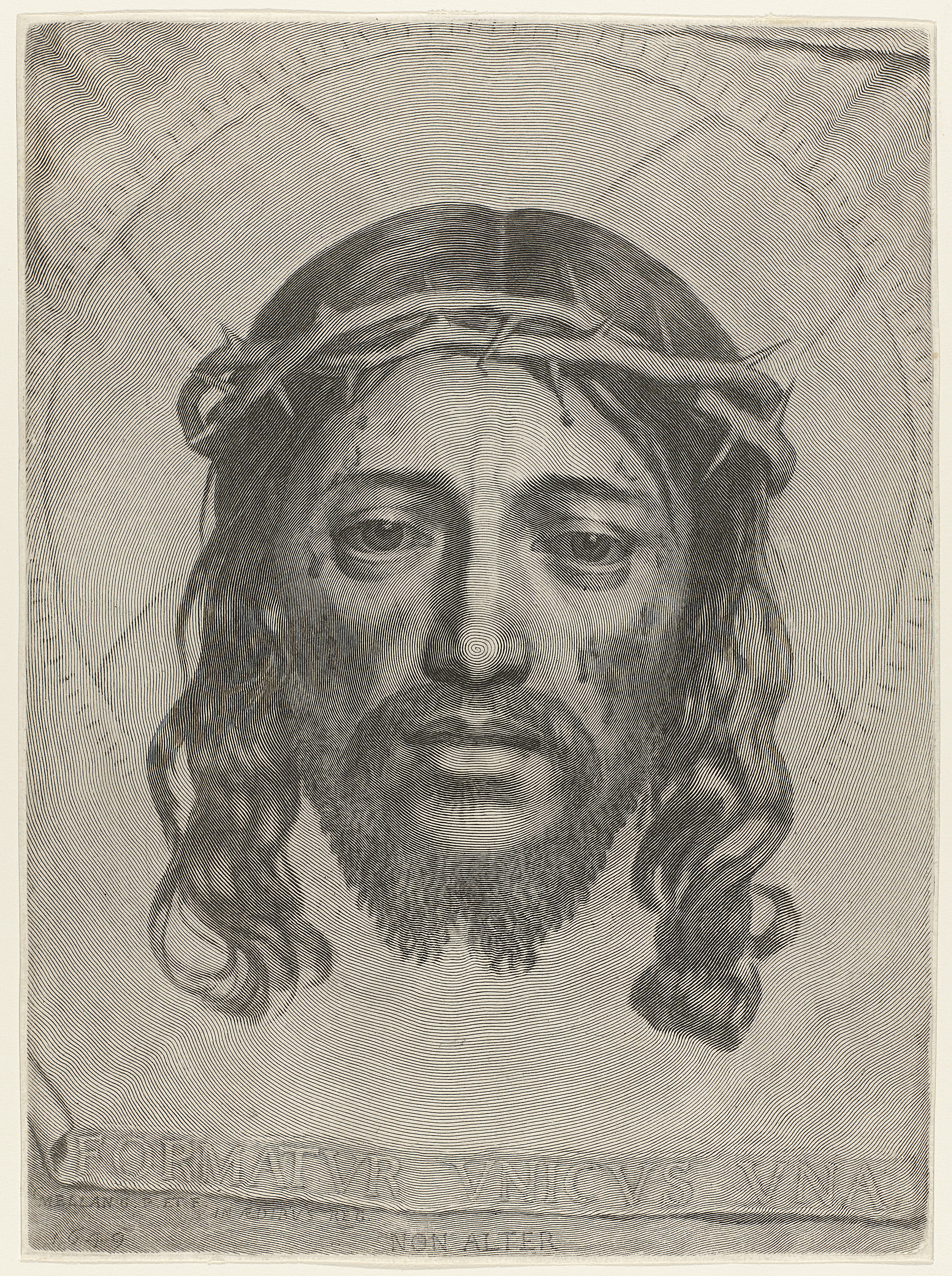
La sainte face, Claude Mellan, 1649, gravure au burin, Bibliothèque nationale de France.

La gravure au burin est apparue en Allemagne du Sud vers 1470 et connaît un important développement tout au long du XVIe siècle. Cependant, dans la première moitié du XVIIe siècle, celle-ci est surtout considérée comme particulièrement appropriée à reproduction de peinture. Cette gravure d'imitation est parfois produite directement dans l'atelier du peintre. C'est par exemple le cas de Jacques Stella, dont les nièces, Antoinette et Claudine Bouzonnet-Stella ainsi son neveu Antoine Bouzonnet-Stella travaillent dans son atelier au Louvre et gravent les œuvres de leur oncle, tout en ayant eux-mêmes une activité de peintre et dessinateurs. La particularité de cette organisation familiale est qu'elle permet à deux graveuses d'avoir une production reconnue, ce qui est encore rare au XVIIe siècle.
Pour autant, la gravure d'invention au burin continue d'exister, comme le montre l’œuvre de Claude Mellan. Ce graveur, fils de chaudronnier et formé à Rome, se distingue par une très grande technicité dans la maîtrise du burin. Ainsi, il réalise la Sainte Face à partir d'une spirale dont la variation de l'épaisseur du trait crée le dessin.

### L'eau-forte

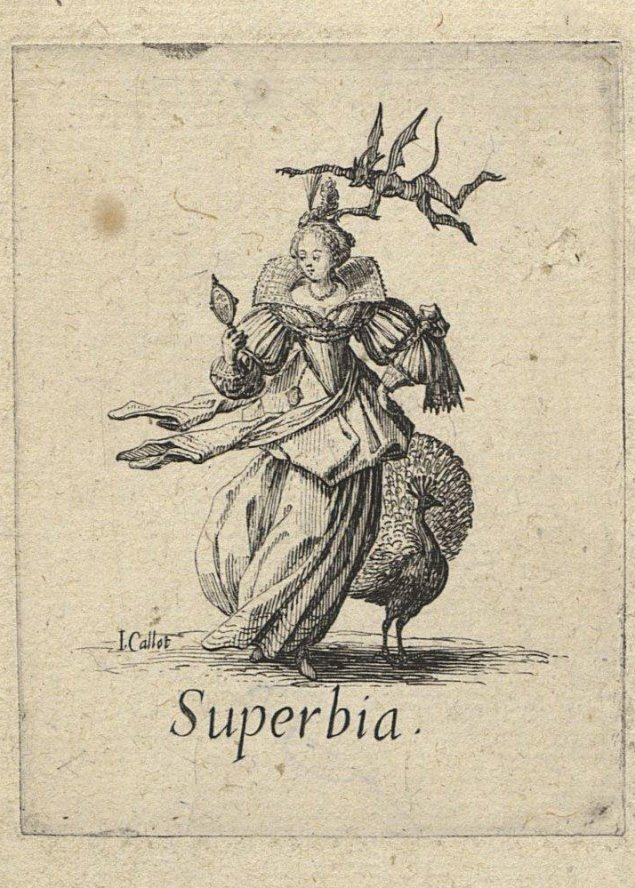
L'Envie, feuille de la série "Les sept péchés capitaux", Jacques Callot, 1617-1620

Bien qu'introduite en France dès les années 1540 par le biais de l’École de Fontainebleau, l'eau-forte connait un succès inédit durant le XVIIe siècle. Celui-ci s'explique par une meilleure maîtrise des techniques de morsure, l'introduction des plaques en cuivre mais surtout par la découverte du vernis dur. C'est à Jacques Callot qu'est attribué la création de cette substance plus résistante à l'acide et qui a l'avantage de ne pas s'écailler ou de couler dans les creux, ce qui permet d'obtenir un tracé plus net et précis.
De plus, il introduit l'usage de "l'échoppe", un outil proche du burin qui permet de varier les épaisseurs de trait.
Enfin, les progrès sur la maîtrise de la morsure permettent le développement des demi-tons. Le développement de cette technique permet a des artistes de graver, dans la mesure où la difficile maîtrise du burin n'est pas requise pour pratiquer l'eau-forte. C'est par exemple le cas de Claude Lorrain, qui en plus d'une importante production de dessins et de tableaux produit plus d'une quarantaine d'eaux-fortes.

## Les métiers de l'estampe
Pour réaliser une estampe, plusieurs corps de métier entrent en jeu : dessinateur, graveur, imprimeur, éditeur, marchand… Souvent, plusieurs rôles peuvent être tenus par la même personne (le graveur peut être le dessinateur). Parfois, cela varie également en fonction du projet. Il n'est ainsi pas rare de voir des graveurs également éditeurs et marchand. Au XVIIe siècle, ces professions étant relativement nouvelles, certains artistes pratiquent également la peinture ou encore l'orfèvrerie en parallèle de la gravure.

### Graveur
Le graveur est la personne qui crée la matrice servant à l'impression des estampes (planche de bois gravée, plaque de métal incisée ou mordue). Il peut avoir dessiné lui-même le motif ou reprendre celui d'un autre artiste.
Au XVIIe siècle, les notions d'invention ou de reproduction d'un motif n'ont pas encore la même valeur qu'aujourd'hui (depuis le XIXe siècle, l'acte de création est plus valorisé que l'acte d'exécution). À cette époque, l'acte reproducteur était d'ailleurs considéré comme un acte d'interprétation. Pour savoir si un artiste est l'inventeur ou le graveur d'un motif, il faut se référer à sa signature (lorsqu'il y en a une).
- S'il est l'inventeur du motif, son nom sera suivi du terme “invenit” (inventa), “pinxit” (peignit) ou encore “delineavit” (dessina).
- S'il est le graveur (reproduction, interprétation) du motif, son nom sera suivi du terme : “sculpsit" (sculpta) ou “incidit” (incisa).
- Enfin, le terme de "fecit" (fit) pose problème car il est ambiguë et ne permet pas de trancher sur le rôle de l'auteur[11].

Il est également à souligner que l'étude de l'Inventaire du fonds français montre que beaucoup de graveurs n'ont que peu d'estampes qui leur sont attribuées. Cela s'explique par le fait que la gravure est pour beaucoup uniquement une activité secondaire. C'est par exemple le cas d'orfèvres qui ne gravent que pour un projet précis, des amateurs qui pratiquent la gravure uniquement par intérêt personnel, pour diffuser une idée ou dans le cadre de leur formation, ou encore des artistes ou des architectes qui s'essayent sporadiquement à la gravure comme Charles Le Brun.

#### Organisation de la profession
Sous le règne de Louis XIV, on assiste à un véritable développement de l’estampe et du métier de graveur. La question se pose donc de savoir comment organiser la profession.
Au XVIIe siècle, les métiers d’artisanats et d’arts étaient généralement organisés en corporations. Ces dernières régulaient les professions en fixant un numerus clausus, en délivrant une maitrise obligatoire pour exercer en tant que professionnel (obtenue après une formation) et en demandant une redevance à ses membres. Ainsi, une corporation des graveurs aurait permis de protéger leur savoir-faire mais n'aurait pas encouragé la liberté de création. De plus, ce genre de système rattachait la gravure à l'artisanat alors que certains graveurs revendiquaient leur qualité d'artistes (suivant ainsi la même logique que le débat sur le statut des peintres et des sculpteurs qui agita la Renaissance). Aussi, si l'architecte François Mansart et le graveur Robert Nanteuil souhaitaient la mise en place de la corporation, Louis XIV s'éleva contre, favorisation le dynamisme de la liberté de création.
Ainsi, malgré plusieurs tentatives pour soumettre les graveurs au système corporatif,, ils obtinrent officiellement la liberté de leur profession avec l’arrêt du Conseil d’État de Saint Jean de Luz, le 26 mai 1660. Cet acte établit la gravure en tant qu’art libéral et garantit aux graveurs leur indépendance de tout système corporatif. Cet arrêt fut respecté durant tout le règne de Louis XIV par les graveurs et les marchands d’estampes. Seuls les imprimeurs en taille douce s’organisent en communauté durant l’année 1677.
Certains graveurs, imprimeurs et marchands parisiens se regroupèrent cependant dans la confrérie de Saint-Jean. Cela leur permis de s'entraider sans passer par le système du compagnonnage. Ils pouvaient ainsi former un syndic, aider les orphelins de graveurs ou désigner une personne chargée des budgets de la communauté. On compte d'ailleurs beaucoup de mariages entre familles de graveurs, imprimeurs et éditeurs. Les femmes participaient d'ailleurs activement dans les ateliers de gravure.

#### Académie
Pour la première fois en 1663, un graveur intègre l'Académie royale de peinture et de sculpture en sa qualité de graveur (et non de professeur de perspective comme Abraham Bosse en 1650 par exemple). Sous le ministère de Colbert, dix-sept graveurs rejoignent les rangs des académiciens, notamment : François Chauveau, Gilles Rousselet, Grégoire Huret, Pierre Louis Van Schuppen, Guillaume Chasteau, Étienne Picard, Guillaume Valet, etc. Parmi les premiers à accéder à ce statut, on retrouve des proches de Charles Le Brun, premier peintre du roi et directeur de la manufacture des Gobelins. Ce dernier était particulièrement sensible à cet art, son frère (Gabriel Le Brun) et son beau-frère étant graveurs. Il s'entoure donc rapidement de graveurs d'interprétation c'est-à-dire interprétant en gravure ses œuvres, tels Gilles Rousselet, et les installe avec lui dans la manufacture des Gobelins.
Cette intégration est importante car elle permettant aux graveurs de légitimer leur statut d'artiste et non d'artisan. Certains enfin, sont même nommés graveurs ordinaires du roi (Étienne Baudet, Claude Mellan, Sébastien Leclerc, Robert Nanteuil...).
Cependant, cette légitimation du statut artistique des graveurs ne se fait pas sans heurts. En 1686, le peintre Van der Meulen exige que les peintres et les sculpteurs soient assis au premier rang dans la classe des conseillers tandis que les graveurs, artiste de second ordre, prennent place au second rang. De plus, après la mort de Colbert, le nouveau ministre Louvois encourage beaucoup moins l'insertion des graveurs dans l'académie. Les seuls qui y seront admis, le seront dans le cadre du remplacement d'un graveur décédé. Il faudra attendre 1699 pour qu'une nouvelle place dédiée à cet art voir le jour.

#### Les mobilités internationales
La gravure française du début du XVIIe siècle se trouve à l'intersection entre la gravure flamande ou hollandaise et celle italienne. Entre 1598 et 1639, on dénombre douze graveurs hollandais et trente graveurs flamands établis dans la capitale française. Certains de ces artistes font une halte à Paris sur la route reliant l'Italie et l'Europe du Nord. C'est par exemple le cas de Charles de Mallery, un graveur anversois, qui après un séjour à Rome, se trouve à Paris à l'aube au XVIIe siècle, où il produit des images de dévotions et des portraits, avant de rentrer dans sa ville natale à une date qui nous est inconnue. Pour les graveurs flamands, du fait des troubles politiques qui agitent leur région, beaucoup s'établissent de façon définitive à Paris.
De nombreux artistes français effectuent un séjour à Rome, à l'image de Claude Mellan qui y effectue son apprentissage et y commence sa carrière avant de rentrer en France pour des raisons qui nous sont encore inconnues. Durant son séjour, il fréquente Simon Vouet, un peintre français qui réside dans la ville italienne et met au point une technique de gravure qui permet d'illustrer de façon fidèle le rendu de la sculpture. Jacques Callot a également effectué un séjour à Rome, ce qui a été pour lui source d'émulation.
Le Royaume-Uni a également été un lieu d'exercice pour des graveurs français, notamment Londres. C'est par exemple le cas de Pierre Lombart, un buriniste et aquafortiste né vers 1612-1613. Il n'y a pas d'information tangible sur sa formation mais il est possible de trouver sa trace en 1640. Il est alors graveur rue Saint Jacques. Il réalise alors des burins d'images religieuses, de frontispice de livres et des portraits. En 1649, il est présent à Londres, peut-être pour acheter des tableaux pour le compte du cardinal Mazarin. Il continue alors son activité de graveur outre-Manche et commence une intense production d'illustrations ainsi que des gravures d'imitation de portraits. Il est de retour à Paris en 1663 où il réalise alors beaucoup de portraits et il entre en 1673 à Académie royale de peinture et sculpture.
Mais Londres a également été un lieu de refuge pour les graveurs protestants, bannis du royaume par la Révocation de l'édit de Nantes en 1685. C'est par exemple le cas le Louis Chéron , un peintre, illustrateur et graveur né à Paris en 1655 dans une famille protestante de graveurs. Formé par son père puis au sein de l'Académie royale, il remporte deux fois le premier prix de Rome en peinture en 1676 et 1678. Mais à la suite de l'interdiction du protestantisme en France, il émigre à Londres. Il est possible de trouver sa trace dans les archives britanniques à partir de 1693. En 1710, il prend la nationalité britannique.
Sous le règle de Louis XIV, apparaît une réelle volonté politique de faire de Paris la capitale européenne de l'estampe. Cela s'est notamment traduit par l'attribution de pension et de logement auquel des graveurs étrangers peuvent avoir droit, au même titre que les graveurs français. De plus, le fait d'interdire la gravure des objets de la collection du roi sans autorisation préalable a mené à une émulation de la gravure dans la capitale.

### Éditeur
Les éditeurs sont les personnes chargées d'un projet d'estampe : de la gravure à l'impression et la diffusion. C'est lui qui articule les différents corps de métier autour du projet (et qui réalise parfois lui-même certaines étapes).
Au XVIIe siècle, il y a de véritables dynasties d'éditeurs. Par exemple, Madeleine de Collemont épouse successivement François Langlois dit Chartres puis Pierre II Mariette. Ses fils deviendront les deux éditeurs les plus puissants de leur temps : Nicolas Ier Langlois et Jean Mariette.
La renommée de l'estampe française augmentant tout au long du XVIIe siècle, les éditeurs disposent de grandes surfaces de vente en vendent des milliers d'estampes à l'étranger.
Dans certains cas comme celui de la gravure populaire, le nom de l'éditeur peut être plus connu que celui du graveur qui n'est alors pas indiqué.

## Le pouvoir de Louis XIV et la gravure

### Le soutien de Colbert et Louis XIV

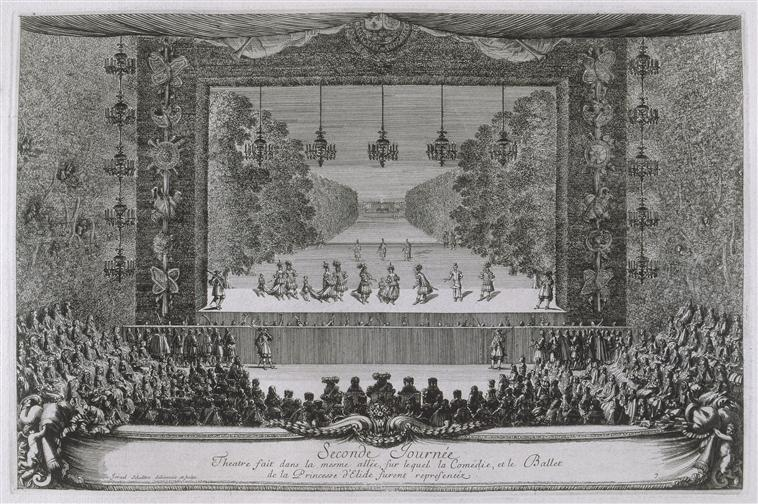
Gravure illustrant la seconde journée de la fête de l'Île des Plaisir enchantés

L'intérêt que porte Louis XIV à l'estampe, un art encore relativement jeune en France, est avant tout politique. Le roi y voit un moyen de diffuser son pouvoir et d'assoir sa politique. Il va d'ailleurs jusqu'à essayer une presse à taille douce chez l'imprimeur Jean Goyton le 5 décembre 1681. Dans cette optique, Colbert organise la diffusion de l'image du monarque. Des gravures diffusent le portrait du roi soleil, le mettent en scène en train de danser ou en campagne militaire. Elles diffusent également l'image des nouveaux monuments construits à la gloire du roi dans les principales villes du pays. Une des plus importantes campagnes chalcographiques organisées par le ministre a pour but d'illustrer les fêtes des Plaisirs de l'Île Enchantée s'étant déroulés du 7 au 13 mai 1664.
La reconnaissance de l'estampe comme une technique artistique à part entière se concrétise par l'acquisition par la monarchie de grandes collections d'estampe. En 1667, Louis XIV rachète par exemple sa collection à l'abbé Michel de Marolles, qui était alors composée de 123 400 estampes, principalement des estampes de maîtres. Il réitère le processus à la fin de sa vie, en 1715, en rachetant la collection de François Roger de Gaignières, qui était alors composée de trente porte-feuilles de modes, de topographie et de portraits.

### Privilèges
Les graveurs peuvent demander au roi un privilège, c'est-à-dire un droit particulier. Dans le cas des graveurs, il s'agit de faire protéger un motif gravé de la contrefaçon par la loi. Il faut pour cela déposer le motif auprès de l’État qui en distribue ensuite des exemplaires dans les différentes institutions concernées comme la Bibliothèque du roi. Ainsi, le graveur s'assure d'avoir le monopole sur le motif reproduit. Ce privilège est payant sauf pour les membres de l'Académie et les artistes disposant d'un atelier dans les galeries du Louvre.

### Le contrôle des estampes
Le soutien de Louis XIV et Colbert ainsi que la liberté laissée au métier ne soustrait pas les graveurs à la censure établie par le pouvoir royal. Il est par exemple interdit à partir de 1677 de graver les châteaux et les tableaux appartenant au roi sans autorisation préalable. La surveillance des publications est sévère. Par exemple, en 1694, circule une image qui représente Louis XIV enchainé par quatre maîtresses, détourant la sculpture Les Quatre captifs, tout juste inaugurée sur la place des Victoires. L'image est non seulement interdite mais le garçon de reliure et l'imprimeur sont également pendus le 19 novembre 1694 place de Grève, tandis que le graveur ne doit son salut qu'à sa fuite précipitée. De façon générale, les graveurs et imprimeurs sont particulièrement surveillés et susceptible d'être embastillés, à l'image de Nicolas II de Larmessin.

## Le marché de l'estampe

### Les marchands d'estampe
Il est difficile d’établir avec exactitudes les différentes catégories de marchands d’estampes au XVIIe siècle car ce commerce est réalisé par plusieurs corps de métier. Cette difficulté est renforcée par le peu de source de première main et notamment les documents d’archives recensant les transactions. Toutefois, il est tout de même possible de comprendre l’activité de commerce d’estampes de l’époque à travers les cadres juridiques ainsi que les inventaires après décès des marchands.
De ce fait, un arrêt du 1er avril 1620 établit le principal lieu de commerce d’estampes dans l’actuel quartier de la Sorbonne Val de Grâce et plus précisément à la rue Saint-Jacques. Cette disposition impose à tous les imprimeurs, libraires et, par conséquent, marchands d’estampes de Paris, de se cantonner dans le quartier de l'Université.
De plus, les marchands d’estampes sont marqués par une réelle diversité au sein même de leur profession. Ainsi, différentes catégories de marchands se partagent le marché de l’estampe au XVIIe siècle. À commencer par l’artiste graveur lui-même. En effet, le premier groupe de marchands est constitué par les graveurs eux-mêmes, sans passer par un intermédiaire. C’est le cas le plus simple et le plus fréquent. On parle alors d’artiste-marchand. Il arrive aussi que l’artiste, ayant des parents ou des amis graveurs, se charge de vendre non seulement sa production mais aussi celle de ses collègues. C’est notamment le cas de la famille Henriet qui tiennent leur boutique rue de l’Arbre Sec et qui est spécialisée dans les œuvres d’aquaforitstes originaux (tel que Callot ou encore Stefano della Bella).On retrouve également toutes les catégories participant à la chaine de production de l’estampe c’est-à-dire les éditeurs, les imprimeurs ou encore les enlumineurs en taille douce. En outre, tout corps de métier habilité à la vente d’image peut vendre des estampes comme peuvent l'être les marchands mercier-grossier-joailliers, les colporteurs ou encore les étaleurs.
En ce qui concerne le commerce de l’estampe, il est probable que le marchand accrochait des images le long de la façade, ou les pendait à des fils, pour attirer le client comme le confirme des rapports de saisie de l’époque. On sait par ailleurs que certains marchands possèdent des magasins c’est-à-dire des entrepôts en dehors de leur boutique comme l’atteste la déclaration du Roi du 5 septembre 1711 qui oblige ceux d’entre eux qui sont également libraire de faire connaitre l’adresse aux syndics de la communauté. Vers la fin du siècle, graveurs et marchands d'estampes jouissent d'un statut tout à fait particulier. Bien qu’hostiles, à maintes reprises, à l'établissement d'une maîtrise, ils obtinrent définitivement leur liberté d'exercice par l'arrêt de Saint-Jean-de-Luz du 26 mai 1660.
Par ailleurs, des marchands ambulants vendaient aussi des estampes. Ces derniers étaient autorisés à vendre des almanach et des ouvrages destinés à l'apprentissage de la lecture. Ils étaient peu appréciés des autorités, notamment car leur mobilité rend difficile le contrôle de la censure."

### Les collectionneurs
Le XVIIe siècle voit l'apparition du topos littéraire du collectionneur d'estampe maniaque, popularisé par La Bruyère. Bien que caricaturale, cette image illustre un phénomène qui se développe tout au long du siècle, celui des collectionneurs d'estampes. Celui qui possède sous le règne de Louis XIV la collection la plus importante est l'abbé de Marolles, qui réunit plus de 123 400 estampes. Ce phénomène de collection est encouragé par le roi, comme lorsqu'il rachète la première collection de l'abbé en 1666. Les estampes collectionnées constituent souvent un ensemble hétéroclite, même s'il est possible de remarquer la prépondérance de certains sujets, comme les portraits. Il existe cependant certains collectionneurs qui se servent de l'estampe comme d'un médium documentaire, à l'image de Roger de Gaignières, qui consacre toute sa vie à l'étude des généalogies de la noblesse, .

## Les grandes thématiques

### Les gravures d'interprétation

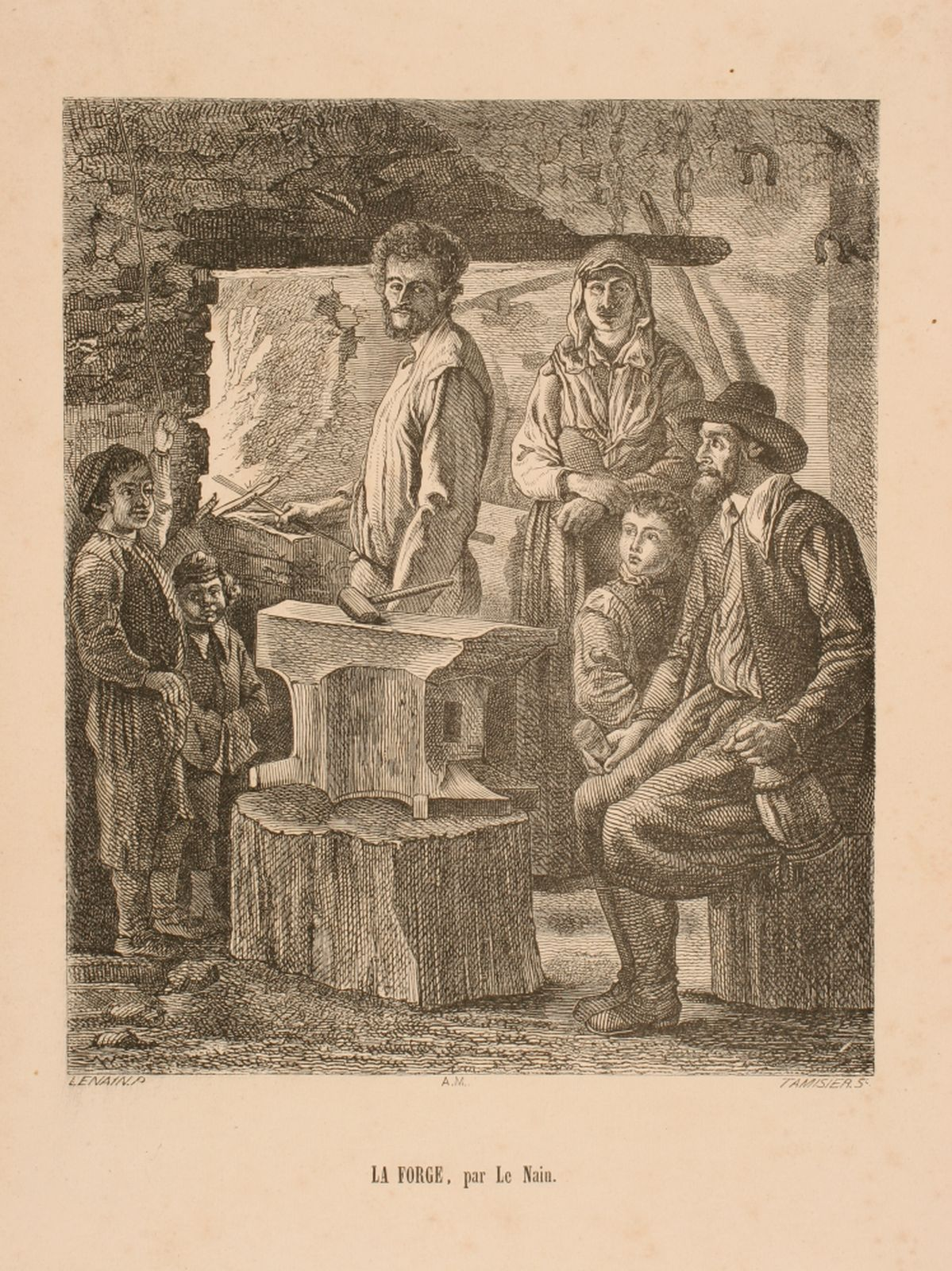
La Forge, Charles Tamisier (graveur) d'après les frères Le Nain, musée de Nancy

Un grand nombre de gravures sont l'interprétation d'œuvres peintes. Il peut s'agir de sujets religieux, les estampes devenant ainsi des supports de dévotion ou encore des portraits d'hommes politiques (notamment de la famille royale), diffusant ainsi leur image et leur pouvoir à travers le territoire. Le travail du graveur consiste alors à "interpréter" l'image peinte. Il faut choisir quels détails simplifier (en fonction du niveau de précision de la gravure), comment rendre les nuances de couleur et le style de l'artiste avec pour seules valeurs du noir et du blanc. Parmi les graveurs d'interprétation les plus connus, on retrouve Sébastien Leclerc, Pierre Lepautre, Jean-Baptiste Corneille...
C'est un type de gravure très reconnu. Après Antoine Masson, tous les graveurs admis à l'Académie seront des graveurs d'interprétation.
Certains de ces graveurs organisent leur atelier de gravure comme une manufacture. C'est le cas de Robert Nanteuil qui fait travailler plusieurs graveurs sur une même planche, chacun en fonction de ce qu'ils savent faire le mieux (la végétation, le ciel...).

### Le portrait gravé
Le portrait est l’une des thématiques qui trouvent le plus de succès au sein de la production de gravures en France au XVIIe siècle. Le genre du portrait gravé, sous la période, obéis à des règles propres, qui le différencie du genre du portrait peint. Ainsi, on ne retrouve que très rarement d’estampes représentant des personnages en costumes allégoriques ou mythologiques, de portraits de groupes, d’enfants, ou de femmes, qui connaissent pourtant un certain succès en peinture au XVIIe siècle.

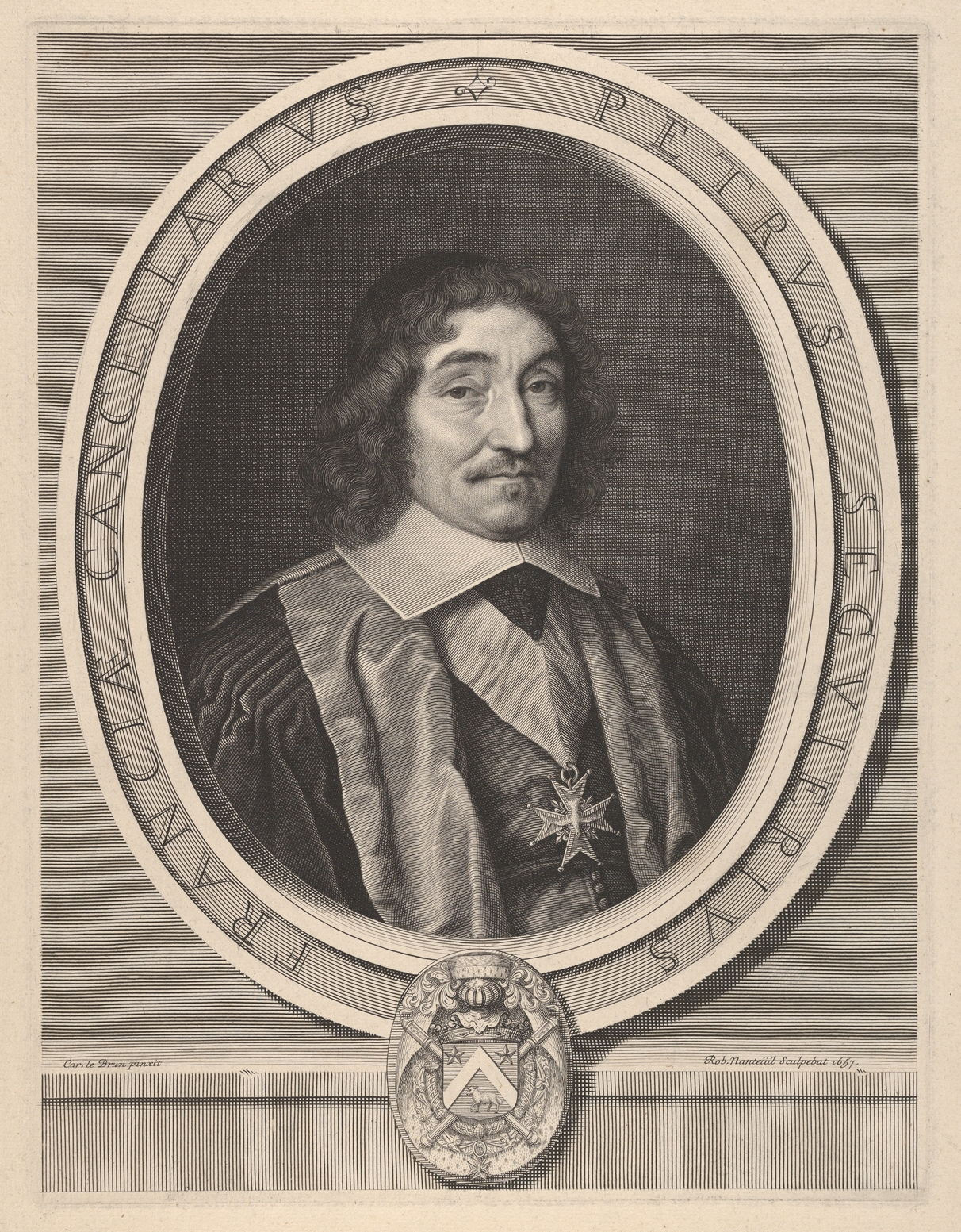
Portrait du chancelier Pierre Séguier d'après Charles Le Brun, par Robert Nanteuil, 1657. L'exemple d'un portrait gravé au format médaillon.

Pendant la période, les portraits gravés adoptent le plus souvent la forme du médaillon. C’est-à-dire qu’au sein du format rectangulaire de la feuille, le portrait du modèle se place dans un cadre dessiné de forme ovale. Autour de celui-ci il est possible de retrouver toute une diversité d’accessoires plus ou moins nombreux, comme une tablette sur laquelle vient se poser le médaillon, des feuillages, des trophées, la devise du modèle ou son blason. À partir des années 1670 il est possible d’observer une tendance à se détacher de la forme du médaillon, pour ouvrir la composition du portrait en elle-même à toute la feuille.
Le plus souvent le commanditaire et le modèle des portraits gravés ne font qu’un, comme c’est le cas lorsque, le 31 décembre 1684, l’érudit Pierre-Daniel Huet commande son portrait à Edelinck, d’après un tableau de Largillière. La commande d’un portrait gravé peut obéir à plusieurs objectifs qui dépassent la recherche d’un bénéfice économique, comme la volonté d’offrir son portrait à certains de ses proches, familles ou amis, ou bien à ceux dont l'on souhaite obliger dans une démarche proche d’un certain clientélisme.
Il est également possible d’observer sous la période une certaine passion qui se développe pour la collection de portraits gravés, de la part d’amateurs, d’artistes ou de savants, que ce soit d’œuvres individuelles, ou bien qui appartiennent à des grandes suites, comme c’est le cas de la Suite des illustres français et étrangers de l’un et l’autre sexe de Louis Boissevin, que réédite Jacques Jollain avant 1655-1710.
Il est possible de séparer la production de portrait gravé pendant la période en deux catégories : celles réalisées d’après un modèle original, et celles qui se base sur un modèle préexistant, et qui sont donc des gravures d’interprétation. L’appartenance à l’une de ces deux catégories peut nettement influencer les caractéristiques de l’œuvre.
Dans le portrait original c’est le graveur, ou au moins son atelier, qui réalise le modèle du portrait. Très peu de modèles de portraits gravés ont été conservés, il est donc assez difficile de savoir par quel procédé les graveurs réalisaient ou faisaient réaliser leurs modèles. Cependant il semble que la tendance soit à l’utilisation de pastel, comme c’était le cas au sein l’atelier de Claude Mellan. La réalisation de portrait gravé original semble être le plus souvent le fruit du travail des burinistes. Les aquafortistes se désintéressèrent de ce type de travail pendant la période. Dans la création de portraits gravés originels, la part de l’atelier est considérable. Nanteuil, l’un des plus célèbres graveurs de portrait original de son temps, n’exécute lui-même qu’une dizaine de portraits, le reste est délégué à son atelier. Les tâches étaient divisées en fonction des spécialités des différents collaborateurs, puisqu’on retrouve des spécialistes de la représentation de cheveux, de vêtements, d’armures, ou bien de pièces d’orfèvrerie.
De son côté la gravure d’interprétation est très populaire en France tout au long du XVIIe siècle, mais ne s’impose au genre du portrait qu’à la fin de la période. Avant ça, il était certes courant que des graveurs utilisent comme modèles des peintures ou des dessins préexistants, mais ne le spécifiaient que très rarement sur la gravure en elle-même, qui ne s’affiche donc pas comme une gravure d’interprétation mais comme œuvre originale. Il faut attendre la génération des grands portraitistes que sont Rigaud et Largillière pour que le nom des peintres apparaissent sur des portraits gravés qui s’inspirent du travail originel d’un peintre. Cela peut s’expliquer par un mouvement général d’intérêt pour le portrait et pour les portraitistes, avec notamment le fait que depuis 1699, l’Académie royale de peinture et de sculpture demandent à tous les graveurs qui la rejoigne de graver des portraits d’académiciens selon des modèles picturaux eux-mêmes réalisés le plus souvent par des membres de cette institution.

### Les gravures de mode et les modèles (arts décoratifs, architecture...)
L'estampe joue un rôle majeur dans le dynamisme de création et dans la diffusion des modèles. En diffusant des images multipliables à l'identique, elles exportent les formes et les modes à travers l'Europe.
Parmi ces types d'estampes, les plus connues sont les gravures de mode dont l'essor s'appuie sur le soutien du Mercure Galant. À partir de 1690, la revue publie des gravures des frères Bonnart qui prennent pour modèle des aristocrates posant tels des mannequins et diffusant la mode à la française à l'international, une mise en scène qui connu un long succès.
On retrouve également des vues de jardins à la française, des façades architecturales, des modèles d'ornement et d'art décoratif...

### Les estampes populaires
Le terme populaire désigne davantage le sujet que le public visé. Outre la période de la Fronde, marquée une floraison des caricatures, l'estampe se caractérise par un assagissement au XVIIe siècle. Les thèmes exploités par l’estampe populaire sont surtout les gens ordinaires et leur vie quotidienne. En effet, la censure monarchique s’exerce sur l’édition de la gravure, excluant ainsi toute critique politique, à moins que celle-ci ne soit dirigée contre des nations étrangères rivales telles que l'Espagne ou les Provinces-Unies. Il est également à noter qu'aucune estampe pornographique n'est conservée, bien qu'il soit probable que des copies de production remontant au XVIe aient circulé.
Ce type d’estampe cherche à transmettre un message moral sur un ton sérieux ou humoristique en dénonçant les vices de la nature humaine tels que l’avarice, la gourmandise et le luxe. Cette tradition de collecter des proverbes à visée morale se retrouve dès le Moyen Âge. La morale délivrée par ces œuvres prend souvent la forme d’un court texte ou de phrases isolés s’ancrant dans la vie quotidienne du spectateur.

#### Le recueil des plus illustres proverbes
Le recueil des plus illustres proverbes est un ouvrage édité par Jacques Lagniet en 1657 puis réédité plusieurs fois tout au long du XVIIe siècle. Cette œuvre se compose de trois livres d'une quarantaine de planches chacun : Les proverbes moraux, Les proverbes joyeux et plaisants et La vie de gueux en proverbes. Les planches éditées sont inspirés de proverbes bien connus, véhiculant des morales populaires.
Ces estampes constituent une source essentielle pour comprendre l'iconographie populaire du milieu du XVIIe siècle. Si ce recueil est largement exploité sur le plan historique depuis le XIXe siècle, l’étude artistique reste encore à faire de ces planches reste encore à faire.

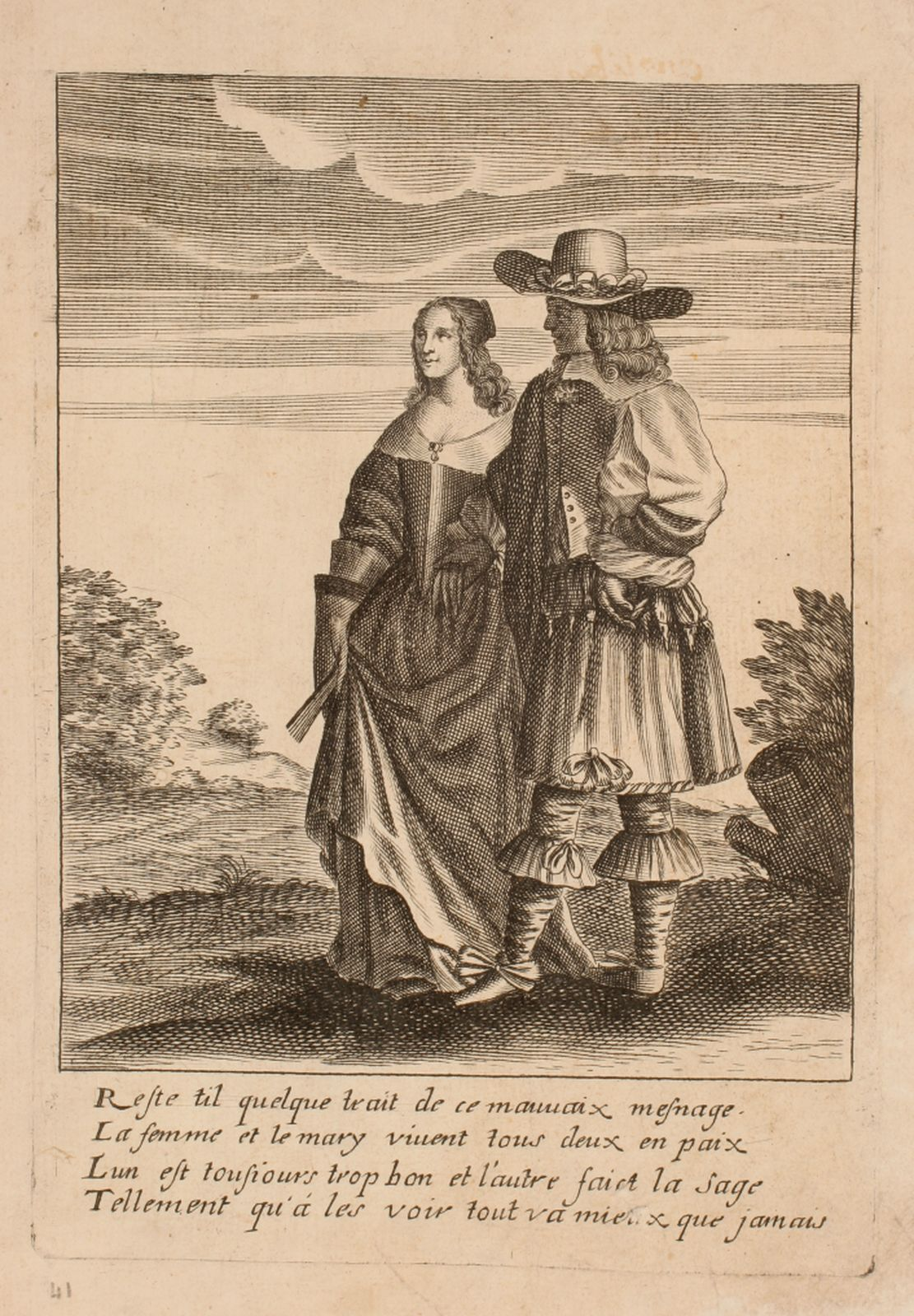
Reste til quelque trait de mauuaix mesnage. Pièce non numérotée appartenant au Livre des Proverbes. Paris, Jacques Lagniet, 1657-1663
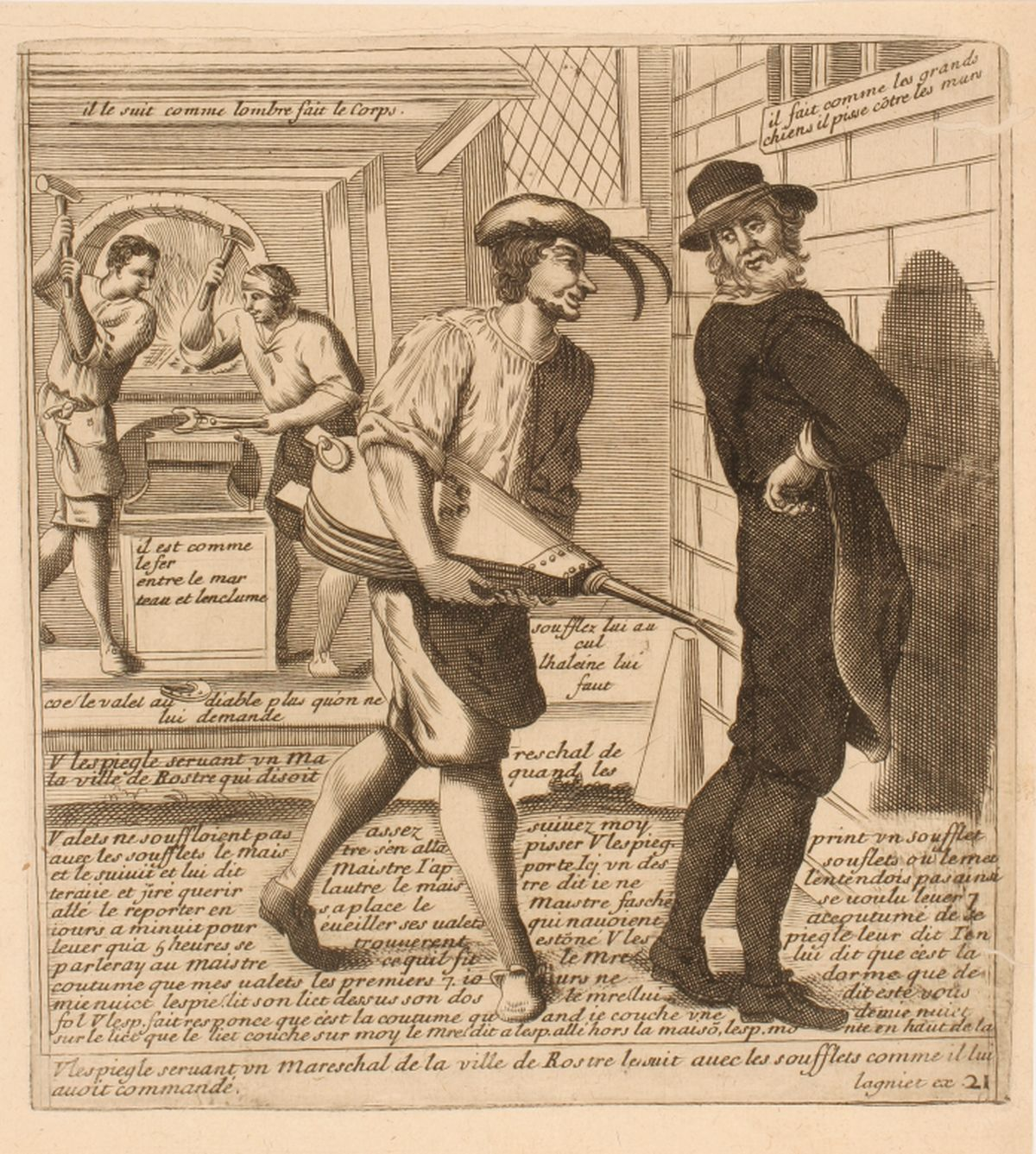
Vlespiegle seruant vn Mareschal de la ville de Rostre. Pièce appartenant au Quatrième Livre des Proverbes, consacré à l’"Histoire de la Vie de Tiel Wlespiegle". Paris, Jacques Lagniet, 1663
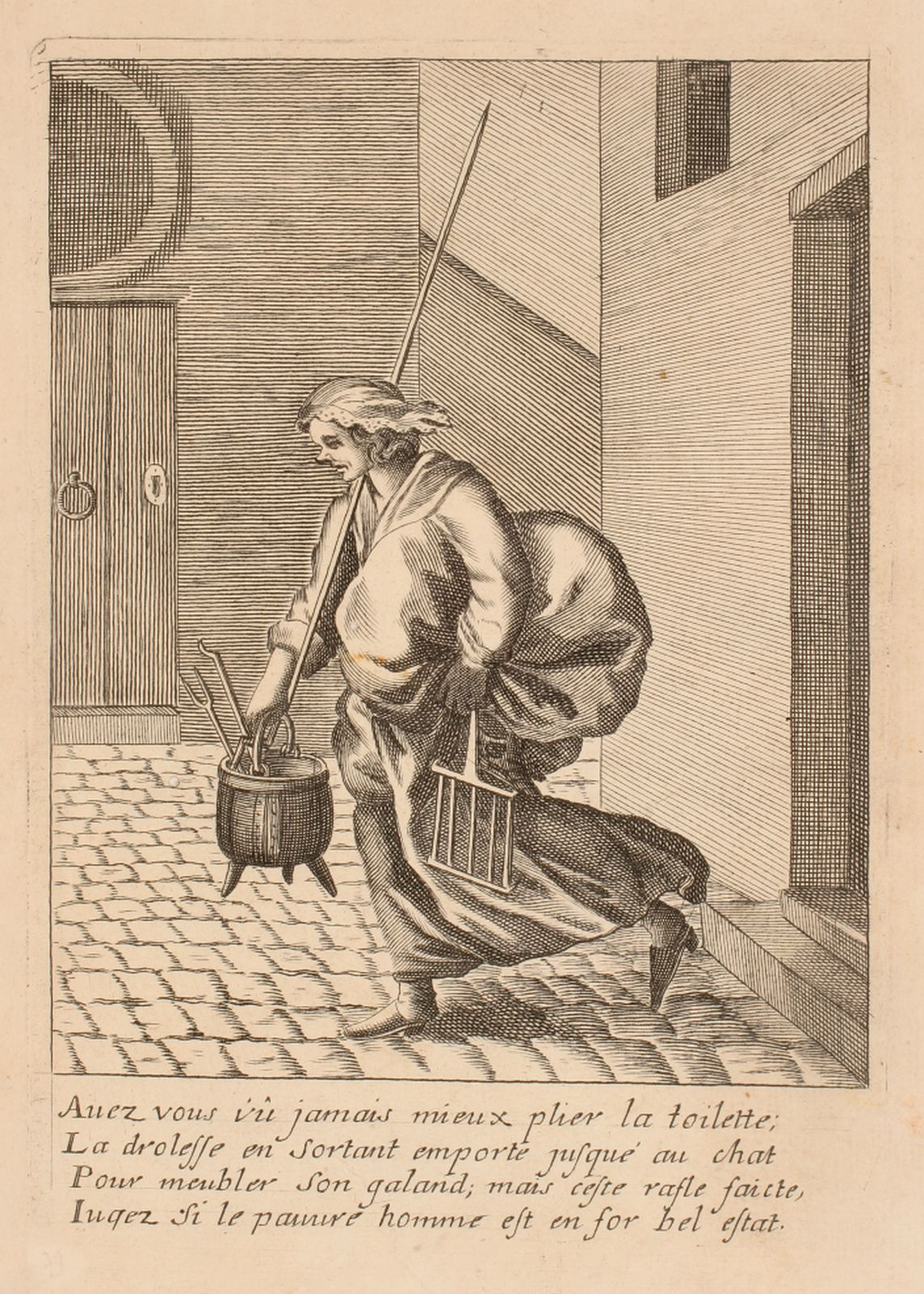
Auez vous û jamais mieux plier la toilette. Pièce non numérotée appartenant au Livre des Proverbe, Paris, Jacques Lagniet, 1657-1663

#### Almanachs

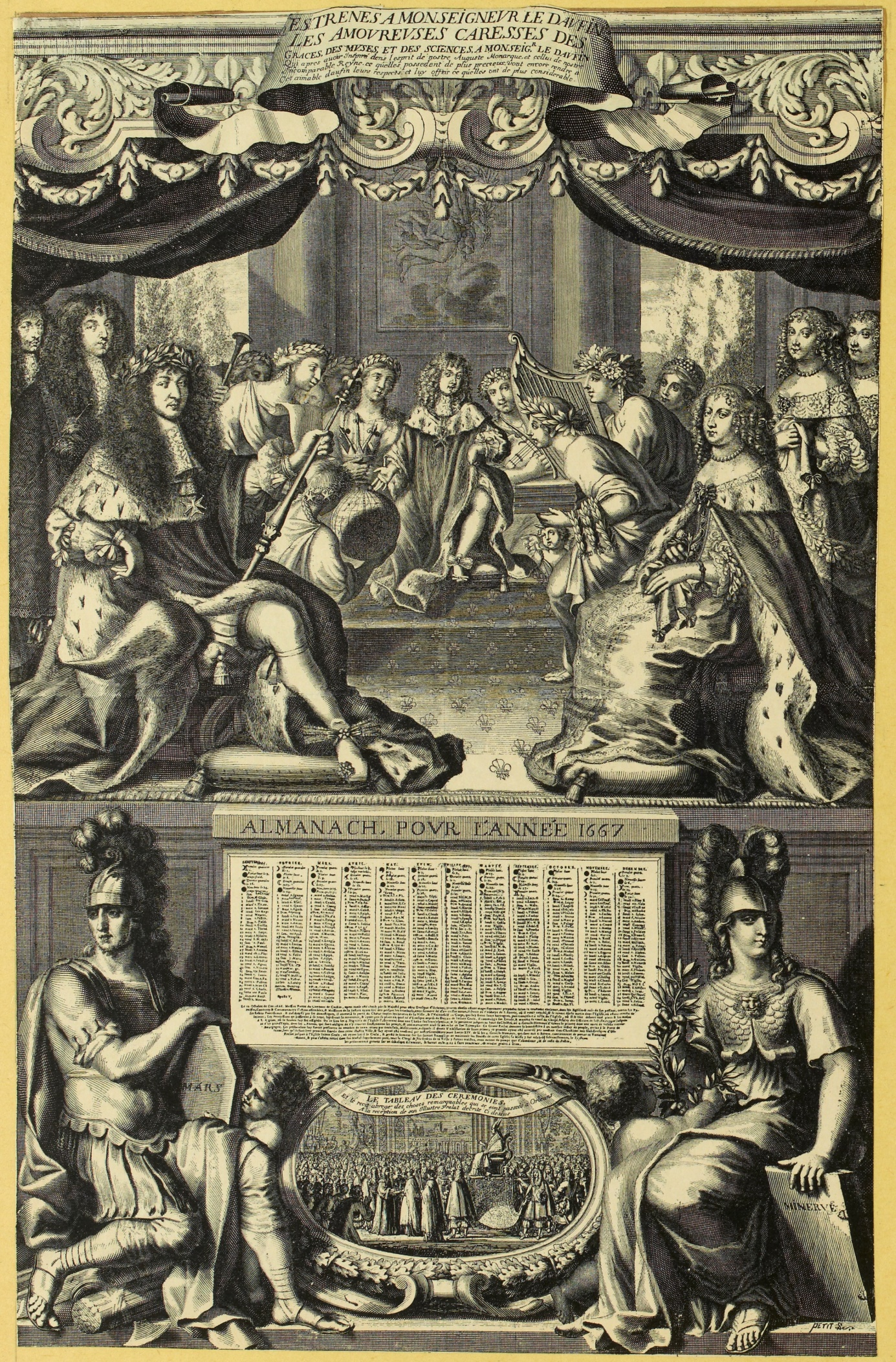
Almanach de l'année 1667 édité par Nicolas Regnesson représentant les étrennes au Dauphin.

Une autre production très en vogue à l'époque est l'almanach. Au début du siècle, les almanachs sont le plus souvent sous la forme de livret, indiquant les fêtes liturgiques, les foires, les session parlementaires ou encore des prédictions diverses. Ils sont alors imprimés sur du papier de faible qualité et illustrés de xylographies.
Dans la seconde moitié du XVIIe siècle, les almanachs muraux se développent. Cet essors est encouragé par le pouvoir monarchique qui voit en ce support un moyen efficace de diffuser une image laudative du pouvoir. Cette volonté politique explique la place de plus en plus importante prise par l'image à partir des années 1660. Ces images étaient alors souvent dessinées à trois ou quatre mains et produites autour de la rue Saint-Jacques à Paris. Le calendrier quant à lui est alors le plus souvent relayé à un cartouche dans la partie inférieure de l'almanach. Ces derniers deviennent de plus en plus grands, sont parfois colorés et ceux de bonnes factures sont exportés. Ils étaient alors destinés à la bourgeoisie.
Le rôle politique de l'almanach mène à une surveillance particulière des éditeurs, qui peuvent être condamnés à des peines d'emprisonnement si les images déplaisaient au pouvoir monarchique.

### La décoration d'objets

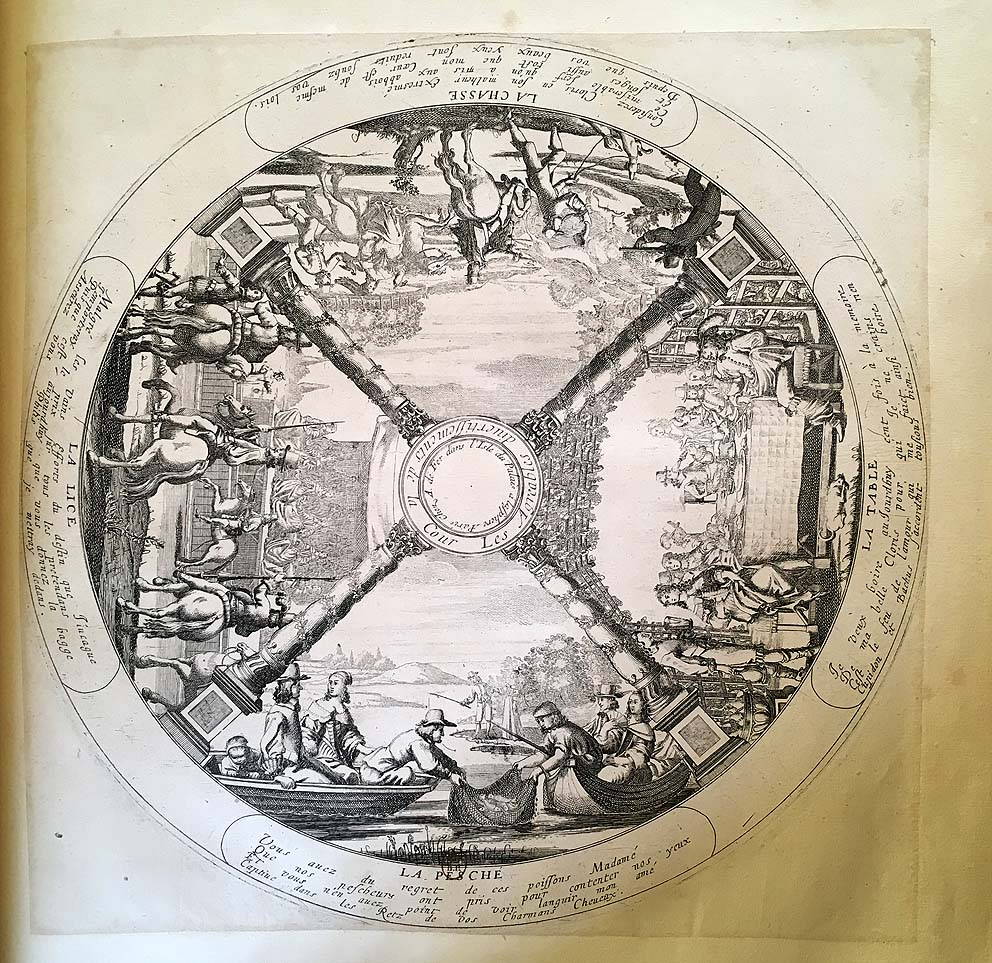
Les Agréables divertissements de la cour, écran rond à main attribué à François Chauveau, c. 1640, BnF, Ed. 44 rés. t. 3, p. 152

Durant le XVIIe siècle, l'estampe est utilisée pour décorer à moindre coût des objets en papier. Cela concerne notamment les écrans à main et les écrans de cheminée. Ces objets n'étant pas destinés à être conservés, presque l'intégralité sont aujourd'hui perdu. Cependant, ils ont été souvent représentés sur des estampes donc par cette mise en abyme, il est possible d'étudier cette production. Ces estampes représentaient des thèmes variés: mythologique, scène de théâtre ou de roman ou encore sujet prosaïque, lié aux classes populaires. Ainsi, par exemple, le "Meunier à l'agneau", personnage pittoresque connu pour son ivrognerie et son ridicule, fut représenté par Antoine Fer sur des écrans destinés à des dames distinguées.

## Principaux acteurs du monde de l'estampe

### Liste de graveurs duXVIIesiècle
- Abraham Bosse (1602 ou 1604 - 1676), buriniste et aquafortiste, il est notamment connu pour ses estampes scientifiques et architecturales.
- Claude Mellan (1598 - 1688), il se distingue par sa très grande maîtrise du burin.
- François Chauveau (1613 - 1676), il se consacre principalement à l'illustration de livres imprimés, religieux ou profanes, notamment collaboré avec beaucoup d'auteurs qui lui étaient contemporains.
- Jacques Bellange (1575 - 1616), aquafortiste et peintre lorrain, il a notamment réalisé des portraits et des grotesques dans un style baroque.
- Jacques Callot (1592 - 1635), graveur lorrain prolifique, il est considéré comme l'un des maîtres de l'eau forte.
- Jacques Dassonville (1619 - 1670), aquafortiste, ses œuvres représentent souvent des personnes des classes populaires ou des marginaux.
- Claude Goyrand (1610-1662), dessinateur, peintre et graveur de vues et perspectives de Paris et de ses alentours.
- Jean Lepautre (1618 - 1682), graveur d'ornements et de modèles, il est très influencé par l'Italie.
- Robert Nanteuil (1623 - 1678), graveur et pastelliste, son œuvre est principalement composée de portraits.
- Sébastien Leclerc  (1637 - 1714), originaire de Lorraine, il a également reçu une formation d'ingénieur et accorde une grande place à la géométrie dans ses estampes.

### Liste d'éditeurs duXVIIesiècle
- les Poilly (François de Poilly), leurs productions se concentrent surtout autour des gravures d'après les maitres, les portraits et les almanachs.
- les Bonnart (Henri Bonnart, Nicolas Bonnart...), ils se spécialisent autour des gravures de mode.
- les Landry (Pierre Landry), ils sont notamment connus pour leurs estampes monumentales.
- Jacques Lagniet (vers 1600 ou 1620 - 1675), il est le principal éditeur d'estampes populaires au XVIIe siècle.